# San Pietro l'eremita
Pietro l'eremita, detto anche Pietro di Trevi (Rocca di Botte, inizi XI secolo – Trevi nel Lazio, 30 agosto 1052) fu un giovane eremita itinerante vissuto nell'XI secolo. È venerato come santo dalla Chiesa cattolica.

## Agiografia

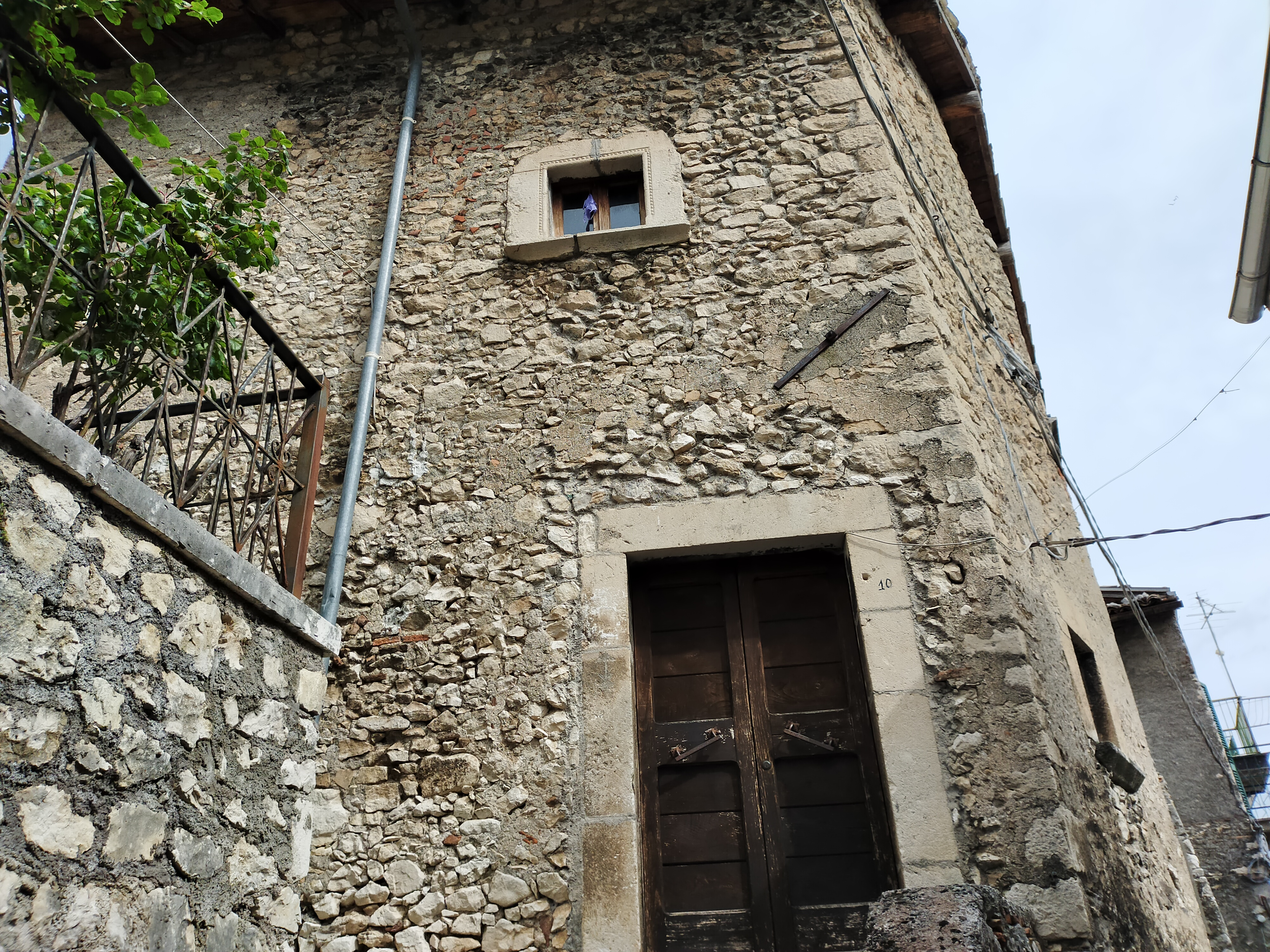
Casa natale di San Pietro l'eremita a Rocca di Botte

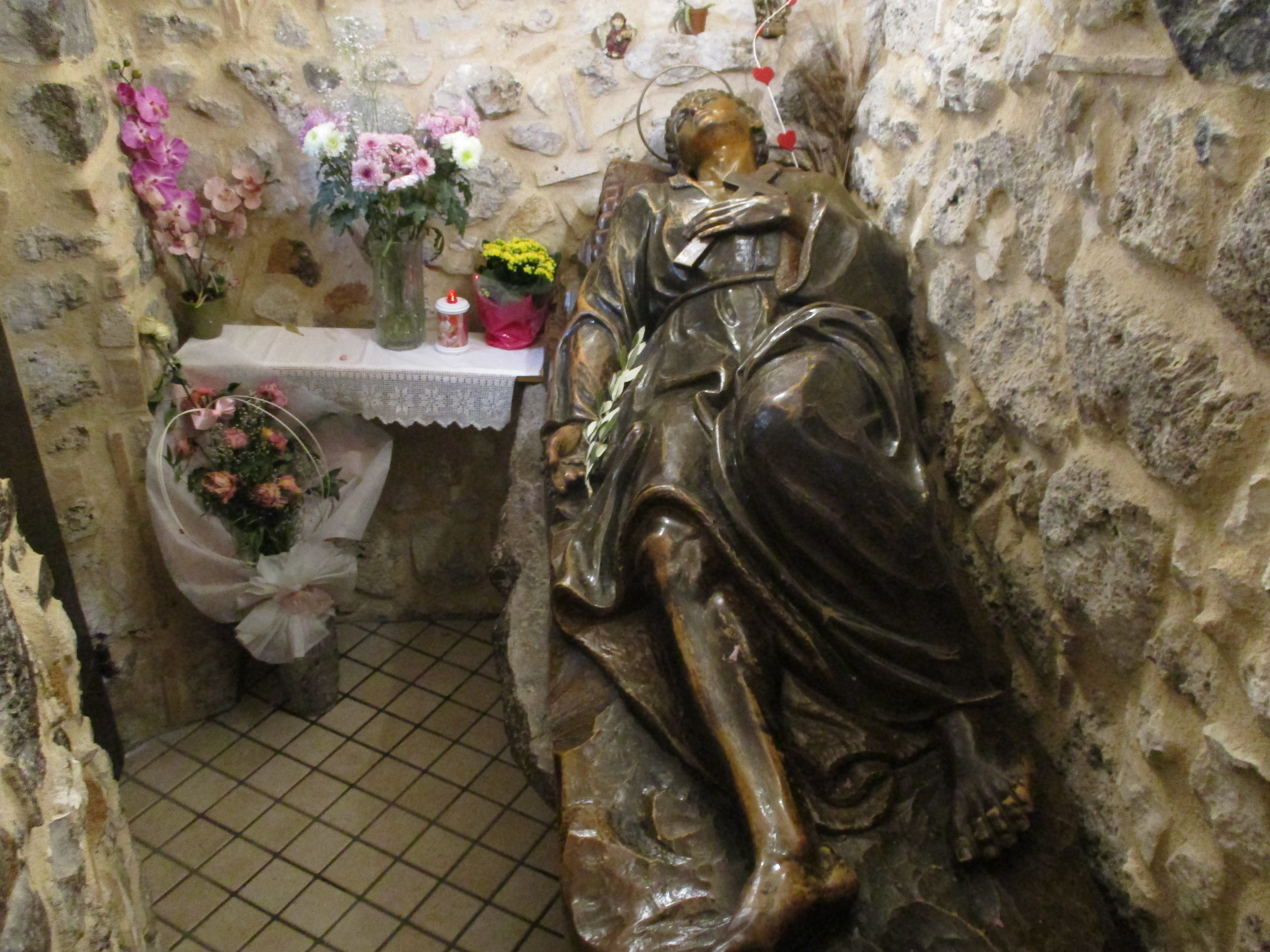
Statua lignea di San Pietro l'eremita nella cripta dell'oratorio a Trevi nel Lazio

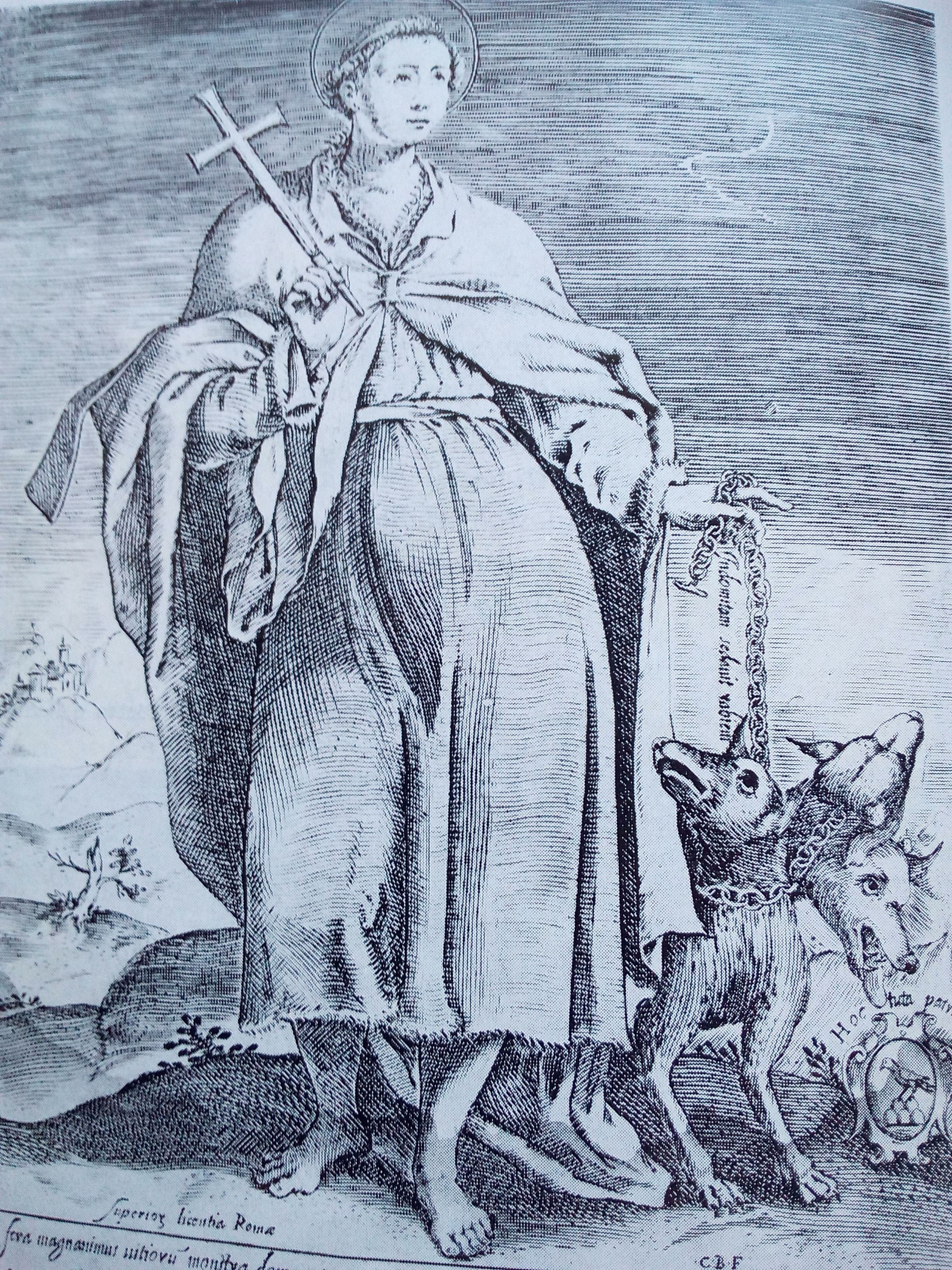
San Pietro l'eremita in una stampa del 1603

Chiamato per la prima volta "Eremita" nella bolla di papa Paolo II è nato a Rocca di Botte, in Abruzzo, dove ha vissuto fino all'adolescenza prima di rifiutare un matrimonio combinato dai genitori e scegliere di vivere nella carità, conducendo una vita morigerata, a Tivoli. Fu soprannominato il "cavaliere itinerante".
Dopo gli studi portati avanti per un paio di anni nella cittadina laziale fu presentato al vescovo di Tivoli il quale lo invitò ad insegnare la fede cristiana nel paese natale e in quelli limitrofi, situati al confine dello Stato Pontificio. Iniziata la sua missione, Pietro l'eremita superò non senza difficoltà le diffidenze prima di recarsi a Subiaco dove si stabilì a contatto con i monaci benedettini dell'abbazia del Sacro Speco.
Antichi testi riportano dell'apparizione di Gesù e della Madonna che invitarono il giovane eremita a diffondere oltre i luoghi dell'adolescenza il verbo di Dio e dei miracoli compiuti a Subiaco. Nelle strutture religiose della cittadina dell'alta valle dell'Aniene Pietro fu protagonista di due miracoli.  Quello della parca dispensa del monastero di Santa Scolastica, che apparve improvvisamente ricca di pani consentendo al monaco dispensiere di provvedere al bisogno della mensa del monastero e dei poveri e quello del vaso di vino, accaduto nella chiesa di Sant'Abbondio (la contemporanea chiesa di Sant'Andrea). Qui un giovane chiamato ad elemosinare del vino fece rompere per disattenzione il vaso e fu pesantemente rimproverato dal priore della chiesa. Pietro impietosito raccolse i cocci e andò a pregare tornando con il vaso integro e ricolmo di vino.
Negli ultimi venti giorni di vita terrena si trovò a Trevi nel Lazio dove avvennero diversi miracoli. I più noti sono il "miracolo del pane cotto a forno a freddo" e il "miracolo del cieco", in cui un giovane riacquistò la vista con le preghiere. Altri episodi vedono protagoniste alcune persone liberate dal demonio grazie alle preghiere di Pietro. Tuttavia il Santo venne osteggiato anche a Trevi in quanto portatore di un messaggio di fede, pace e perdono lontano dalla gente di quel tempo, in cui lo sfavorevole contesto storico-politico e culturale non deponevano in favore dei suoi temi.
Il 30 agosto del supposto anno 1052, San Pietro l'eremita morì di stenti in uno spazio ricavato nella parte posteriore di una scala che era il luogo dove si rifugiava durante la notte. La scala è ospitata nell'oratorio della chiesa di Trevi che è stata successivamente costruita e a lui dedicata nel 1690. Nella simbologia del santo appaiono gli arti e i lupi. Chi lo osteggiò ebbe la mano inaridita, mentre ebbe potere taumaturgico rispetto soprattutto agli arti superiori. I lupi, che nell'iconografia vengono accostati al santo, sono i protagonisti del "miracolo della liberazione di Trevi dai lupi". Anche la statua a lui dedicata, posta davanti al monastero del Sacro Speco di Subiaco, raffigura il santo con due lupi appenninici tenuti in catena con la mano sinistra, mentre con la destra tiene alta una croce. La canonizzazione fu decretata da papa Innocenzo III e avvenne il 1º ottobre 1215 ad opera del vescovo di Anagni, Giovanni IV.